# Серадзький повіт
Серадзький повіт (пол. powiat sieradzki) — один з 21 земських повітів Лодзького воєводства Польщі.
Утворений 1 січня 1999 року в результаті адміністративної реформи.

## Географія
Річки: Жегліна.

## Загальні дані
Повіт знаходиться у західній частині воєводства.
Адміністративний центр — місто Серадз.
Станом на 1.01.2008 населення становить 120 351 осіб, площа 1490,82 км².

## Демографія
Демографічні дані повіту станом на 30.06.2005:
|       | Всього  | Всього | Жінки  | Жінки | Чоловіки | Чоловіки |
| ----- | ------- | ------ | ------ | ----- | -------- | -------- |
|       | осіб    | %      | осіб   | %     | осіб     | %        |
| Повіт | 121 463 | 100    | 62 093 | 51,1  | 59 370   | 48,9     |
| Міста | 53 288  | 100    | 27 937 | 52,4  | 25 351   | 47,6     |
| Села  | 68 175  | 100    | 34 156 | 50,1  | 34 019   | 49,9     |